# Алекс Леапаї
Алекс Леапаї (англ. Alex Leapai), (нар. 16 жовтня 1979 року — австралійський боксер-професіонал самоанського походження на прізвисько "Левине Серце" та як його називають в Азійському регіоні "Австралійський Майк Тайсон". Виступає у надважкій ваговій категорії (англ. Heavyweight).

## Професійна кар'єра
Алекс Леапаї дебютував на професійному ринзі в 2004 році. Перший рік професійних поєдинків для Алекса був не самим вдалим. З шести поєдинків два закінчилися поразкою, два перемогою і ще два завершилися нічиєю. Після другої поразки Алекс вирішив завершити кар'єру боксера і більше року не виходив ринг.
Повернувся в листопаді 2006 року, і почав з високою періодичністю нокаутувати своїх суперників. Через рік нокаутував Нейтана Бріггса і завоював свій перший титул чемпіона тихоокеанського регіону по версії OPBF у надважкій ваговій категорії. Другий захист титулу OPBF відбувся 27 червня 2008 року, опонентом Алекса був досвідчений джорнімен Колін Вілсон. Більшість раундів проходили досить рівно і по результатам 12 раундів роздільним рішенням суддів перемога дісталася Коліну Вілсону, а Алекс зазнав третьої поразки на професійному ринзі.
Ця поразка не зламала Алекса, і вже через три місяці йому вдалося нокаутувати досвідченого боксера, колишнього чемпіона Африки, Мохаммеда Аззуі (23-2-2).
Продовжуючи перемагати своїх суперників переважно нокаутами, 30 червня 2010 року вийшов на ринг з відомим американським боксером, Тревісом Вокером. Американець почав дуже агресивний бій  і в 3-му раунді послав австралійця на канвас, але Алекс не здався і вже в 4-му раунді нокаутував Тревіса.
Через півтора місяця Леапаї нокаутував колишнього претендента на титул чемпіона світу Оуена Бека (29-5),
17 квітня 2011 року Леапаї нокаутував в 3-му раунді боксера з Уганди, колишнього претендента на титул чемпіона світу, Пітера Охелло, і завоював титул чемпіона Австралії по версії IBF.
В жовтні 2011 року, Леапаї нокаутував потужним аперкотом російського гіганта, колишнього чемпіона по кікбоксингу, Евгена Орлова.
В квітні 2012 року зустрівся ще з одним колишнім претендентом на титул чемпіона світу, американцем, Кевіном Джонсоном. Першу половину поєдинку австралієць виглядав впевнено, але американець перехопив ініціативу і відправив в 9-му раунді Леапаї в нокдаун. Австралієць не зміг оговтатися від потрясіння і після нокдауна Джонсон почав лупцювати Леапаї, після чого рефері втрутився і припинив бій, зафіксувавши перемогу Джонсона технічним нокаутом.
Леапаї довгий час не виходив на ринг і в грудні 2012 року нокаутував у 5-му раунді боксера з Узбекистану, Акмала Асланова, та завоював азійський і тихоокеанський титул за версією WBO.
23 листопада 2013 року впевнено переміг росіянина Дениса Бойцова (33-0-0) в бою за пояс по версії WBO Asia Pacific. Бойцов двічі побував в нокдауні. Це була перша поразка для Дениса, після якої він втратив статус обов'язкового претендента за версією WBO.

### Чемпіонський поєдинок з Володимиром Кличко
Володимир Кличко взявся за справу зі старту. У першому ж раунді бою він відправив австралійця з Самоа в нокдаун. Після нетривалого відліку рефері Алекс Леапаї все ж встав.
У наступних раундах стало зрозуміло, що австралієць не стане проблемою для українця. Кличко зробив з суперника боксерську грушу. Проте в невисокому темпі поєдинок дійшов до п'ятого раунду. Цей період бою і став вирішальним. Австралійця відправили в нокаут ще раз. Він встав, але потім вже через кілька хвилин був знову відправлений на настил - нокаут.

### Таблиця боїв
| 31 Перемога (25 нокаутом), 7 Поразок (3 нокаутом, 4 за рішення суддів), 4 Нічиїх. |                      |                             |         |       |                   |                                                                                          | |
| Результат                                                                         | Противник            | Спосіб                      | Раунд   | Час   | Дата              | Місце проведення                                                                         | Примітки |
| 31-7-4                                                                            | Роже Ізонрітеі       |                             | 3 (8)   | 2:26  | 13 грудня 2017    | Convention & Exhibition Centre, Брисбен, Квінсленд, Австралія                            | |
| 31-7-3                                                                            | Томас Піто           | Технічний нокаут            | 3 (8)   | 2:08  | 14 жовтня 2017    | Convention & Exhibition Centre, Брисбен, Квінсленд, Австралія                            | |
| 30-7-3                                                                            | Мануель Чарр (28-3)  | UD                          | 10 (10) |       | 22 травня 2015    | Олімпійський, Москва, Центральний федеральний округ                                      | |
| 30-6-3                                                                            | Малік Скотт (36-2-1) | UD                          | 10 (10) |       | 24 жовтня 2014    | Brisbane Entertainment Centre, Boondall, Квінсленд, Австралія                            | |
| 30-5-3                                                                            | Володимир Кличко     | Нокаут                      | 5 (12)  | 00:10 | 26 квітня 2014    | Koenig Pilsener Arena, Обергаузен, Німеччина                                             | Бій за титули чемпіона світу по версіям: WBO (12-ий захист Володимира після повторного завоювання титулу), IBF, IBO (16-ий захист Володимира), WBA Super (6-ий захист Володимира) та The Ring (9-ий захист Володимира) серед важковаговиків. |
| 30-4-3                                                                            | Денис Бойцов         | Рішення суддів (одностайне) | 10 (10) | 21:00 | 23 листопада 2013 | Stechert Arena, Бамберг, Баварія, Німеччина                                              | Захист титулу WBO Asia Pacific серед важковаговиків. |
| 29-4-3                                                                            | Феліпе Ромеро        | Технічний нокаут            | 9 (12)  | 1:15  | 9 серпня 2013     | Хеньян, Китай                                                                            | Захист титулу WBO Asia Pacific серед важковаговиків. |
| 28-4-3                                                                            | Джо Ллойд            | Нокаут                      | 1 (8)   | 1:18  | 9 травня 2013     | Royal International Convention Centre, Брисбен, Квінсленд, Австралія                     | |
| 27-4-3                                                                            | Метт Хікс            | Технічний нокаут            | 1 (8)   | 2:42  | 8 лютого 2013     | Brisbane Entertainment Centre, Boondall, Квінсленд, Австралія                            | |
| 26-4-3                                                                            | Акмаль Асланов       | Технічний нокаут            | 5 (12)  | 1:27  | 21 грудня 2012    | Стадіон "Чжучжоу", Чжучжоу Китай                                                         | Бій за вакантні титули WBO Asia Pacific та WBO Oriental серед важковаговиків. |
| 25-4-3                                                                            | Кевін Джонсон        | Технічний нокаут            | 9 (12)  | 2:22  | 1 квітня 2012     | Doomben Racecourse, Аскот Квінсленд, Австралія                                           | Захист титулу IBF Australasian серед важковаговиків. |
| 25-3-3                                                                            | Трой Вайда           | Технічний нокаут            | 1 (10)  | 1:56  | 8 грудня 2011     | The Arena, Fortitude Valley, Квінсленд, Австралія                                        | |
| 24-3-3                                                                            | Євген Орлов          | Нокаут                      | 4 (8)   | 1:47  | 21 жовтня 2011    | Broncos Leagues Club, Red Hill, Квінсленд, Австралія                                     | |
| 23-3-3                                                                            | Пітера Охелло        | Нокаут                      | 3 (12)  |       | 17 квітня 2011    | Jakarta International Expo, Джакарта, Індонезія                                          | Бій за вакантний титул IBF Australasian серед важковаговиків. |
| 22-3-3                                                                            | Джейсон Барнетт      | Нокаут                      | 1 (8)   | 2:47  | 29 січня 2011     | Gold Coast Convention Centre, Квінсленд, Австралія                                       | |
| 21-3-3                                                                            | Дарнелл Вілсон       | Рішення суддів (одностайне) | 8 (8)   |       | 4 грудня 2010     | Gold Coast Convention Centre, Квінсленд, Австралія                                       | |
| 20-3-3                                                                            | Оуена Бека           | Технічний нокаут            | 6 (10)  | 2:50  | 12 серпня 2010    | Southport RSL Club, Southport, Квінсленд, Австралія                                      | |
| 19-3-3                                                                            | Тревіс Вокер         | Технічний нокаут            | 4 (10)  | 2:52  | 30 червня 2010    | Brisbane Entertainment Centre, Boondall, Квінсленд, Австралія                            | |
| 18-3-3                                                                            | Боб Мирович          | Нокаут                      | 1 (10)  | 2:57  | 29 квітня 2010    | Gold Coast Convention Centre, Broadbeach, Квінсленд, Австралія                           | |
| 17-3-3                                                                            | Хіріва Те Ренджі     | Технічний нокаут            | 1 (6)   | 1:11  | 4 вересня 2009    | Coolangatta & Tweed Heads Golf Club, Tweed Heads South, Новий Південний Уельс, Австралія | |
| 16-3-3                                                                            | Котатсу Такехара     |                             | 6 (6)   |       | 31 липня 2009     | Hilton Hotel, Брисбен, Квінсленд, Австралія                                              | |
| 16-3-2                                                                            | Колін Вілсон         | Нокаут                      | 8 (12)  | 2:11  | 19 червня 2009    | Southport RSL Club, Southport, Квінсленд, Австралія                                      | Проміжний бій WBO Oriental серед важковаговиків. |
| 15-3-2                                                                            | Оскар Талемайра      | Нокаут                      | 1 (4)   | 0:56  | 27 травня 2009    | Brisbane Entertainment Centre, Boondall, Квінсленд, Австралія                            | |
| 14-3-2                                                                            | Оскар Талемайра      | Нокаут                      | 2 (6)   | 2:49  | 20 лютого 2009    | Southport RSL Club, Southport, Квінсленд, Австралія                                      | |
| 13-3-2                                                                            | Пітер Кроньє         | Рішення суддів (одностайне) | 10 (10) |       | 14 листопада 2008 | Gold Coast Convention Centre, Broadbeach, Квінсленд, Австралія                           | Бій за вакантний титул World Boxing Foundation Australasian серед важковаговиків. |
| 12-3-2                                                                            | Аліпате Ліава        | Нокаут                      | 5 (6)   |       | 27 вересня 2008   | Town Hall, Крайстчерч, Нова Зеландія                                                     | |
| 11-3-2                                                                            | Мойойо Менса         | Рішення суддів (одностайне) | 8 (8)   |       | 5 вересня 2008    | Mansfield Tavern, Менсфілд, Австралія                                                    | |
| 10-3-2                                                                            | Мохаммед Аззуі       | Нокаут                      | 2 (8)   | 1:11  | 1 серпня 2008     | Convention & Exhibition Centre, Брисбен, Квінсленд, Австралія                            | |
| 9-3-2                                                                             | Колін Вілсон         | Рішення більшості суддів    | 12 (12) |       | 27 червня 2008    | Mansfield Tavern, Менсфілд, Австралія                                                    | Захист титулу OPBF серед важковаговиків. |
| 9-2-2                                                                             | Майкл Кірбі          | Рішення суддів (одностайне) | 12 (12) |       | 14 березня 2008   | Kedron Wavell Services Club,, Chermside, Квінсленд, Австралія                            | Захист титулу OPBF серед важковаговиків. |
| 8-2-2                                                                             | Натан Бріггс         | Нокаут                      | 8 (12)  | 2:09  | 30 листопада 2007 | Kedron Wavell Services Club,, Chermside, Брисбен, Квінсленд, Австралія                   | Бій за вакантний титул OPBF серед важковаговиків. |
| 7-2-2                                                                             | Бо Улукьялойя        | Відмова від продовження бою | 2 (4)   | 3:00  | 7 вересня 2007    | Broncos Leagues Club, Red Hill, Квінсленд, Австралія                                     | |
| 6-2-2                                                                             | Джейсон Реті         | Технічний нокаут            | 2 (6)   | 2:13  | 29 червня 2007    | Convention & Exhibition Centre, Брисбен, Квінсленд, Австралія                            | |
| 5-2-2                                                                             | Оскар Талемайра      | Нокаут                      | 5 (6)   | 1:46  | 23 лютого 2007    | Southport RSL Club, Southport, Квінсленд, Австралія                                      | |
| 4-2-2                                                                             | Джон Сігеті          | Технічний нокаут            | 1 (6)   | 1:46  | 17 листопада 2006 | Magic Millions Complex, Bundall, Gold Coast, Квінсленд, Австралія                        | |
| 3-2-2                                                                             | Хіріву Те Рангі      | Технічний нокаут            | 4 (4)   | 2:46  | 10 листопада 2006 | Logan Diggers Club, Logan Central, Квінсленд, Австралія                                  | |
| 2-2-2                                                                             | Baden Oui            | Технічний нокаут            | 4 (4)   | 0:51  | 19 серпня 2005    | Convention & Exhibition Centre, Брисбен, Квінсленд, Австралія                            | |
| 2-1-2                                                                             | Вай Тоевай           | Рішення суддів (одностайне) | 4 (4)   |       | 5 серпня 2005     | Mansfield Tavern, Менсфілд, Австралія                                                    | |
| 1-1-2                                                                             | Нермін Сабановіч     |                             | 6(6)    |       | 20 травня 2005    | Broncos Leagues Club, Red Hill, Квінсленд, Австралія                                     | |
| 1-1-1                                                                             | Ян Кульков           | Рішення суддів (одностайне) | 8 (8)   |       | 3 грудня 2004     | Mansfield Tavern, Менсфілд, Австралія                                                    | |
| 1-0-1                                                                             | Денні Морган         | Технічний нокаут            | 8 (8)   |       | 17 вересня 2004   | Mansfield Tavern, Менсфілд, Австралія                                                    | |
| 0-0-1                                                                             | Марк де Морі         |                             | 6 (6)   |       | 30 липня 2004     | Broncos Leagues Club, Red Hill, Квінсленд, Австралія                                     | Професійний дебют |

## Завойовані титули (незначні)
- WBO Asia Pacific важка вага
- WBO Oriental важка вага
- IBF Australasian важка вага
- OPBF heavyweight важка вага

## Цікаві факти
- У 2006 році Леапаї відсидів шість місяців у в'язниці за бійку з двома охоронцями нічного клубу. В цей час його дружина Тереза була на останніх місяцях вагітності його четвертою дитиною.[7]
- В минулому Леапаї страждав від алкогольної та наркотичної залежності.[8]
- В минулому був регбістом, але в регбі він себе не проявив. Потім займався в тренажерному залу, після чого й почав займатися боксом.